# Weserflug We 271
Weserflug We 271 byl německý obojživelný létající člun vyvinutý firmou Weser Flugzeugbau (zkráceně Weserflug). Šlo o celokovový čtyřmístný hornoplošník se zatahovacím trojkolovým podvozkem záďového typu, mohl tedy přistávat na vodě i na souši. Technické údaje o tomto typu se rozcházejí.
Konstrukční tým Adolfa Rohrbacha navrhl tento letoun se dvěma pístovými motory Argus As 10 o výkonu 270 koní každý (údaje se liší - jiný zdroj uvádí dva motory Hirth HM 508 s výkonem 280 koní, další zase motory Hirth HM 500 s výkonem 105 koní).
První start letounu We 271 V1 s imatrikulací D-ORBE provedl ze země pilot Gerhard Hubrich 26. června 1939. Vzlet z vodní hladiny následoval o dva dny později (jiný zdroj - luftarchiv.de uvádí první letecké testy v roce 1938). Stroj měl zaútočit na rekordy, což nebylo kvůli probíhající druhé světové válce možné. V květnu 1942 byl letoun převeden na vojenskou testovací základnu Erprobungsstelle See v Travemünde v severním Německu. Ještě před koncem války byl pravděpodobně vyřazen.

## Specifikace

### Technické údaje
- Osádka: 1
- Kapacita: 3 cestující
- Délka: 10,52 m
- Rozpětí: 15,11 m
- Nosná plocha: 27,30 m²
- Výška: 3,33 m
- Prázdná hmotnost: 2304 kg
- Vzletová hmotnost: 2900 kg
- Pohonná jednotka: 2 × osmiválcový vidlicový motor Argus As 10

### Výkony
- Maximální rychlost: 266 km/h
- Přistávací rychlost: 115 km/h
- Dolet: 789 km
- Dostup: 5365 m